# ژلد-ون
ژلد-ون (انگلیسی: Jeld-Wen) شرکت مصالح ساختمانی آمریکایی است، که در سال ۱۹۶۰ تأسیس شد.